# Бернардо Фернандес да Сілва
Бернардо Фернандес да Сілва (порт. Bernardo Fernandes da Silva, нар. 20 квітня 1965, Сан-Паулу) — бразильський футболіст, що грав на позиції півзахисника.
Виступав, зокрема, за клуб «Сан-Паулу», а також національну збірну Бразилії.
Триразовий переможець Ліги Пауліста. Володар Кубка Бразилії. 

## Клубна кар'єра
Народився 20 квітня 1965 року в місті Сан-Паулу. Вихованець футбольної школи клубу «Марілія». Дорослу футбольну кар'єру розпочав 1985 року в основній команді того ж клубу, в якій провів жодного сезонів. 
Своєю грою за цю команду привернув увагу представників тренерського штабу клубу «Сан-Паулу», до складу якого приєднався 1985 року. Відіграв за команду із Сан-Паулу наступні шість сезонів своєї ігрової кар'єри.
1991 року став частиною розробленої агентами схеми з переходу іншого бразильця, Мазінью Олівейри, до мюнхенської «Баварії» і також приєднався до німецької команди. Оскільки безпосердньо у його послугах тренерський штаб «Баварії» від самого початку не був зацікавлений, а хотів лишень заполучити до свого складу Мазінью, то у Німеччині Бернардо взяв участь лише у чотирьох матчах, після чого 1992 року повернувся на батьківщину.
З 1992 по 1996 рік грав у складі команд клубів «Інтернасіонал» (Санта-Марія), «Сантус», мексиканського «Америка», «Васко да Гама», «Корінтіанс» та японського «Сересо Осака». Протягом цих років виборов титул володаря Кубка Бразилії.
Завершив професійну ігрову кар'єру у клубі «Атлетіку Паранаенсе», за команду якого виступав протягом 1997—1997 років.

## Виступи за збірні
1987 року  захищав кольори олімпійської збірної Бразилії. У складі цієї команди провів 5 матчів.
1989 року дебютував в офіційних матчах у складі національної збірної Бразилії. Протягом кар'єри у національній команді, яка тривала усього 1 рік, провів у формі головної команди країни також 5 матчів.

## Титули і досягнення

### Командні
- Переможець Ліги Пауліста (3):

«Сан-Паулу»:  1987, 1989
«Корінтіанс»: 1995
- Володар Кубка Бразилії (1):

«Корінтіанс»: 1995

### Особисті
- Володар Срібного м'яча чемпіонату Бразилії:

1986